# Auto Union Typ D
Auto Union Typ D är en tävlingsbil, tillverkad av den tyska biltillverkaren Auto Union mellan 1938 och 1939.

## Bakgrund
Det hade snart stått klart för det Internationella bilsportförbundet att 750 kilos-formeln under säsongen 1934 hade missat sitt mål. 
Att enbart begränsa maxvikten hade inte hållit nere vare sig motoreffekter eller topphastigheter. Därför beslutades att bilarna från och med säsongen 1938 skulle ha trelitersmotorer. Men den snabba teknikutvecklingen gjorde att skillnaden till slut inte blev så stor.
När Auto Union började jobba med sin nya tävlingsbil, hade kontraktet med Ferdinand Porsche gått ut. Dessutom var Porsche fullt sysselsatt med att utveckla Hitlers folkbil. Därför togs bilen fram internt.

## Utveckling
Den nya bilen vidareutvecklade konceptet från företrädaren. Motorn var en V12:a på tre liter. Den var betydligt mer varvvillig än företrädarens stora V16. Ventilstyrningen var väldigt udda. Avgasventilerna styrs av en överliggande kamaxel per cylinderbank, medan insugsventilerna styrs med stötstänger från en tredje, centralt placerad kamaxel. En ny De Dion-axel bak botade den värsta överstyrningen, som gjort företrädaren så svårkörd.
Auto Union hade inte alls samma resurser som huvudkonkurrenten Mercedes-Benz och det dröjde fram till juli 1938 innan bilen var klar för tävlingsdebut. Säsongen därpå blev betydligt mer framgångsrik, men fick ett hastigt slut i samband med krigsutbrottet.

## Tekniska data
| Motor:                      | Mittmonterad 12-cylindrig V-motor                                        |                                  |                                  |
| Cylindervolym:              | 2992 cm³                                                                 |                                  |                                  |
| Borrning x slaglängd:       | 65 x 75 mm                                                               |                                  |                                  |
| Max effekt vid varvtal:     | 485 hk vid 7 000 v/min                                                   |                                  |                                  |
| Max vridmoment vid varvtal: | 550 Nm vid 4 000 v/min                                                   |                                  |                                  |
| Ventilstyrning:             | 3 kamaxlar                                                               |                                  |                                  |
| Överladdning:               | 2 Roots-kompressorer                                                     |                                  |                                  |
| Växellåda:                  | 5-växlad manuell                                                         |                                  |                                  |
| Hjulupphängning fram:       | Dubbla längslänkar, tvärliggande torsionsstavar, hydrauliska stötdämpare |                                  |                                  |
| Hjulupphängning bak:        | De Dion-axel,längsgående torsionsstavar, friktionsstötdämpare            |                                  |                                  |
| Bromsar:                    | Hydrauliska trumbromsar                                                  |                                  |                                  |
| Chassi & kaross:            | Fackverksram med aluminiumkaross                                         | Fackverksram med aluminiumkaross | Fackverksram med aluminiumkaross |
| Hjulbas:                    | 280 cm                                                                   |                                  |                                  |
| Torrvikt:                   | Ca 850 kg                                                                |                                  |                                  |
| Toppfart:                   | 340 km/h                                                                 |                                  |                                  |

## Tävlingsresultat

### Grand Prix 1938
Säsongen 1938 blev en orolig säsong. Förutom inkörningsproblemen med nya regler och ny bil hade försteföraren Hans Stuck fått sparken. Dessutom hade den lovande Bernd Rosemeyer omkommit i januari i samband med ett rekordförsök. 
Stallet startade säsongen med de mindre kända förarna Hermann Müller och Rudolf Hasse. Senare under säsongen skrev man kontrakt med Tazio Nuvolari och Stuck togs till nåder igen. Stallet tog bara två vinster. I europamästerskapet blev Stuck femma, Nuvolari sexa och Müller sjua.

### Grand Prix 1939
Säsongen 1939, som var den sista före andra världskriget, tog stallet återigen bara två vinster. Men det räckte för att Hermann Müller skulle bli europamästare, med Nuvolari på femte plats.